# Томс Ривер (Њу Џерзи)
Томс Ривер (енгл. Toms River) насељено је место без административног статуса у америчкој савезној држави Њу Џерзи.

## Демографија
По попису из 2010. године број становника је 88.791, што је 2.464 (2,9%) становника више него 2000. године.
| Група             | 2000.          | 2010.          |
| Белци             | 77.807 (90,1%) | 74.921 (84,4%) |
| Афроамериканци    | 1.565 (1,8%)   | 2.459 (2,8%)   |
| Азијати           | 2.194 (2,5%)   | 3.260 (3,7%)   |
| Хиспаноамериканци | 4.010 (4,6%)   | 7.136 (8,0%)   |
| Укупно            | 86.327         | 88.791         |